# Kalappanaickenpatti
Kalappanaickenpatti là một thị xã panchayat của quận Namakkal thuộc bang Tamil Nadu, Ấn Độ.

## Nhân khẩu
Theo điều tra dân số năm 2001 của Ấn Độ, Kalappanaickenpatti có dân số 10.282 người. Phái nam chiếm 50% tổng số dân và phái nữ chiếm 50%. Kalappanaickenpatti có tỷ lệ 62% biết đọc biết viết, cao hơn tỷ lệ trung bình toàn quốc là 59,5%: tỷ lệ cho phái nam là 72%, và tỷ lệ cho phái nữ là 53%. Tại Kalappanaickenpatti, 8% dân số nhỏ hơn 6 tuổi.